# Ноноїті

36°31′10″ пн. ш. 136°36′35″ сх. д. / 36.51944° пн. ш. 136.60972° сх. д.
Ноної́ті (яп. 野々市町, ののいちまち, МФА: [nono.it͡ɕi̥ mat͡ɕi̥]) — містечко в Японії, в повіті Ісікава префектури Ісікава. Станом на 1 квітня 2009 площа містечка становила 13,56 км². Станом на 1 липня 2011 населення містечка становило 52 687 осіб.